# Béchir Salah Béchir
Béchir Salah Béchir, né en 1946 à Traghan (en) dans le district de Mourzouq,, est un haut fonctionnaire et diplomate libyen.

## Carrière dans la Jamahiriya
Fils d'un infirmier, il est issu de la tribu arabe des Beni Miskine. Il fréquente la même école que Mouammar Kadhafi, âgé de 4 ans de plus que lui. Professeur de biologie et de mathématiques au lycée de Mourzouq, il est membre de l'opposition à la monarchie d'Idris Ier. Après le coup d'État de 1969, le conseil de commandement de la révolution a besoin de nouvelles élites. Béchir Salah adhère alors à l'Union socialiste arabe et gravit rapidement les échelons : en 1974, il est élu gouverneur de sa région[Laquelle ?], ce qui lui permet de faire connaissance avec Kadhafi et en 1976, il est nommé ambassadeur en République centrafricaine, où il apprend le français. Il devient l'interlocuteur privilégié de l'Afrique de l'Ouest et de la France avec laquelle il œuvre pour un rapprochement et sert d'intermédiaire lors des crises entre les deux pays, notamment au Tchad lors des prises d'otages de l'officier de renseignement Pierre Galopin et de Françoise Claustre,. Il est par la suite ambassadeur en Tanzanie puis en Algérie. En 1986, il devient gouverneur du Fezzan puis secrétaire aux relations extérieures du Congrès. Il est alors considéré comme l'un des hommes les plus puissants du régime.
En 1994, il retourne au ministère des Affaires étrangères en tant que directeur du protocole. En 1998, Mouammar Kadhafi le choisit pour devenir son directeur de cabinet. Selon le journaliste François Soudan, il réussit à « rendre logiques et rationnels les discours et décisions les plus invraisemblables » du chef de l'État. Depuis ce poste stratégique, il dirige également la communication libyenne auprès des partis et médias étrangers, en particulier africains. Dans cette décennie entre la résolution 748 du Conseil de sécurité des Nations unies de 1992 et la levée des sanctions de 2003, où la Libye est soumise à un blocus aérien à cause de son rôle dans l'attentat de Lockerbie, Béchir Salah va lui-même retrouver les chefs d'État étrangers à la frontière tunisienne, où ils ont atterri, et durant le trajet qui les conduit chez Kadhafi tisse des liens amicaux avec plusieurs chefs d'État étrangers, ce qui lui assure un réseau international important. Cela l'aide notamment pour défendre le projet que Kadhafi échafaude en 1998 de créer des États-Unis d'Afrique, Béchir Salah devenant la cheville ouvrière de la création de l'Union africaine en 2000, qui remplaçait l'inefficace Organisation de l'unité africaine. Enchaînant les déplacements diplomatiques, il est surnommé à l'étranger « le Noir de Kadhafi ».
Il participe aux efforts de rapprochement de la Libye avec l'Occident à partir du début des années 2000. Il fait ainsi rédiger un message de soutien à George W. Bush et à la « guerre contre le terrorisme  » après les attentats du 11 septembre 2001, puis est envoyé par Kadhafi voir Silvio Berlusconi et José María Aznar pour leur demander de plaider la cause libyenne aux États-Unis. Cela lui vaut des inimitiés et des jalousies parmi des hauts dignitaires du régime, mais finalement la Libye adopte un plan de démantèlement des armes de destruction massive. Les sanctions de l'ONU sont levées en 2003, et les relations diplomatiques avec les États-Unis sont restaurées en 2009.
Entre 2006 et 2009, il préside le « Libyan African Investment Portfolio », un fonds d'investissement de 8 milliards de dollars qui lui donne une envergure internationale, mais aussi des critiques, notamment de Saïf al-Islam Kadhafi et du Premier ministre Baghdadi Mahmoudi (on l'accuse d'être « l'homme des Français » et de « brader les intérêts du pays »), ce qui le conduit à quitter cette fonction. De ce moment naissent des soupçons de fraude, Béchir Salah affirmant pour sa part avoir été « irréprochable ». Entré en disgrâce, il se retire dans sa ferme, située à 40 km de Tripoli.

## Guerre civile libyenne de 2011
Fidèle de Mouammar Kadhafi pendant la guerre civile, il se lance dans plusieurs missions diplomatiques secrètes pour trouver du soutien auprès des pays voisins. Il tente d'organiser une sortie de crise avec un départ de Kadhafi du pouvoir, prévoyant même l'organisation d'une conférence internationale mais en vain. Pendant les combats de la révolution, il frôle de peu la mort et sa maison est pillée. Après la chute de Tripoli, il est placé dans une villa où il apprend la mort de Kadhafi à la télévision et est approché par le président du Conseil national de transition (CNT) Moustapha Abdel Jalil, auquel il répond vouloir simplement retrouver sa famille ; il affirme lui avoir remis un rapport de ses activités au LAP (celui-ci lancera plus tard contre lui les poursuites judiciaires). Il part ensuite en Tunisie. Il est secrètement exfiltré vers Paris par la direction centrale du Renseignement intérieur français,. Il dispose d'une autorisation de séjour valable jusqu'au 7 août 2012 et loue un appartement en face du pont de Bir-Hakeim. Il pense alors s'installer durablement et est utilisé comme une source de haut niveau par l'Élysée et le Quai d'Orsay. On lui propose même de participer au processus politique de l'après-Kadhafi (il est approché en cela par l'entourage de Nicolas Sarkozy comme de François Hollande, alors que la campagne présidentielle arrive à son terme) mais d'autres sources l'informent que le nouveau régime libyen l'accuse d'intriguer contre lui à Paris. Selon le Financial Times, il possède encore la clé de plusieurs milliards de dollars réclamés par les nouvelles autorités libyennes. Interpol le recherche pour fraude,.

## Présence en France et fuite en 2012
Selon le Huffington Post, Saleh aurait été exfiltré par la France lors de la chute de Tripoli, fin août 2011 après avoir négocié les conditions de son exil. 
Son épouse, Kafa Kachour Bashir, possède une résidence secondaire à Prévessin-Moëns dans l'Ain, commune frontalière de la Suisse située à quelques kilomètres de Genève. Le 25 avril 2012, le tribunal correctionnel de Bourg-en-Bresse la condamne à verser une amende de 70 000 euros et à deux ans de prison avec sursis pour esclavage domestique de quatre Tanzaniens embauchés en Libye. Le 16 mai 2013, la cour d'appel de Lyon la condamne à verser une amende de 150 000 euros et à deux ans de prison dont un avec sursis dans la même affaire.

### Financement de la campagne électorale de Nicolas Sarkozy
Après l'élection de Nicolas Sarkozy à la présidence de la République française en 2007, Béchir Salah est l'interlocuteur direct entre la Libye et la France.
Le 28 avril 2012, Mediapart publie un document rédigé en arabe qui tendrait à prouver que le régime libyen aurait accepté « d'appuyer la campagne électorale du candidat aux élections présidentielles, Nicolas Sarkozy, pour un montant d'une valeur de cinquante millions d'euros ». Ce document serait consécutif à une réunion tenue à Tripoli et à laquelle auraient participé Moussa Koussa, alors ministre des Affaires étrangères, Abdallah Senoussis, directeur des services de renseignements libyens, Bachir Saleh, Brice Hortefeux et Ziad Takieddine. 
Le 29 avril 2012, Bashir Saleh émet « les plus expresses réserves sur l'authenticité de la note publiée par Mediapart et opportunément présentée comme constituant la preuve d'un financement de la campagne 2007 de Nicolas Sarkozy ». Nicolas Sarkozy nie vigoureusement l'implication de la Libye dans le financement de sa campagne et porte plainte le 30 avril 2012 contre Mediapart. L'enquête déclenchée par cette plainte s'achèvera par un non-lieu le 30 mai 2016.
Cependant, la présence de Bashir Saleh sur le territoire français, alors qu'il est recherché par Interpol, provoque des réactions. Le 30 avril, le Premier ministre François Fillon indique sur RTL que Bashir Saleh jouit de l'immunité diplomatique car il possède un passeport diplomatique du Niger et nie qu'il existe un mandat international contre lui. 
De fait, Bashir Saleh reçoit un passeport diplomatique du Niger le 12 mars 2012, « sur le conseil et la pression d'un pays européen » non précisé, et est nommé conseiller à la présidence. Il aurait cependant rendu ce passeport peu après,. 
Interrogés, les candidats Nicolas Sarkozy et François Hollande s'engagent publiquement à le faire arrêter bien que leurs entourages respectifs le rassurent secrètement. Le CNT libyen exige alors son extradition. Sentant l'étau se resserrer, il décide alors de partir.
Bashir Saleh quitte la France au début du mois de mai 2012. Selon Les Inrockuptibles, sa fuite aurait eu lieu le 3 mai 2012, quelques jours avant le deuxième tour de l'élection présidentielle et quelques heures après une rencontre au Champ-de-Mars avec l'homme d'affaires Alexandre Djouhri, proche de Nicolas Sarkozy, « qui faisait la navette entre lui et l'ancien patron de la Direction centrale du Renseignement intérieur Bernard Squarcini ». Cette substitution d'un témoin crucial à l’enquête judiciaire fait ensuite partie des griefs reprochés à Nicolas Sarkozy par la justice.
Après l'avoir longtemps nié, Béchir Saleh reconnait auprès d'un journaliste de France 2 l'existence de financements occultes entre Nicolas Sarkozy et Mouammar Kadhafi.
Selon Saïf al-Islam Kadhafi dont  les affirmations ont été reçues par RFI en janvier 2025, des valises d'argent ont été remises à Claude Guéant par l’intermédiaire d’Alexandre Djouhri, l'argent étant transmis par Béchir Saleh. Dans cet échange il rappelle qu’il avait transmis en 2018 son témoignage au juge Serge Tournaire.

## Après 2012
Selon Le Canard enchaîné et des médias sénégalais, il se serait réfugié au Sénégal, ce qui est contesté par son avocat Marcel Ceccaldi qui affirme qu'il se trouve désormais dans un endroit « en situation régulière ».
Depuis 2013, il se trouve en Afrique du Sud avec une partie de sa famille, pays où il dispose de relations haut-placées. Au printemps de cette année, le gouvernement libyen émet un mandat d'arrêt international à son encontre, l'accusant de détournement de fonds. Interpol diffuse la demande d'arrestation. En 2017, il indique vouloir jouer un rôle politique en Libye dans le futur. Son désir de reprendre du service en politique est confirmé par le fait qu'il donne des interviews aux journaux Le Monde et Jeune Afrique fin septembre  2017,. Il prétend vouloir réconcilier les Libyens dans une interview à France 24, le 12 septembre 2017. Il visite plusieurs pays africains et se rend même à Moscou avec le titre de « conseiller diplomatique » du président Jacob Zuma, étant reçu par le vice-ministre des Affaires étrangères Mikhaïl Bogdanov.
Le 23 février 2018, il fait l'objet d'une tentative d'assassinat en Afrique du sud, où il est placé en réanimation après avoir reçu deux balles, une dans le thorax l'autre dans l'abdomen. Il aurait été ensuite exfiltré à Dubaï,.
Il est candidat à l'élection présidentielle libyenne de 2021.

## Vie privée
Marié, il est le père de quatre enfants.